# Гай Клодій Ліцин
Гай Клодій Ліцин (лат. Gaius Clodius Licinus, ? — після 4 р. н. е.) — політичний діяч ранньої Римської імперії, історик часів імператора Октавіана Августа, консул-суффект 4 року.

## Життєпис
Походив з плебейського заможного роду Клодіїв. Про батьків мало відомостей. Був прихильником Октавіана Августа. Втім суттєвої ролі в імперії не відігравав. У 4 році став консулом-суффектом разом з Гнеєм Сентієм Сатурніном. Займався Ліцин здебільшого гуманітарними питаннями. Надавав допомогу багатьом письменникам, поетам та вченим, зокрема Гаю Юлію Гігіну.

## Творчість
Найвідомішим є його твір з історії. Дотепер дійшло лише декілька уривків. Твір Ліцина називався «Літопис» й охоплював час з 390 року до н. е. до часів Августа. Ним користувалися Светоній, Тит Лівій, Аппіан.